# مهرآباد (خاش)
مهرآباد (خاش)، روستایی از توابع بخش مرکزی شهرستان خاش در استان سیستان و بلوچستان ایران است.

## جمعیت
این روستا در دهستان کوه سفید قرار دارد و براساس سرشماری مرکز آمار ایران در سال ۱۳۸۵، جمعیت آن ۲۵۵ نفر (۴۷خانوار) بوده‌است.